# Фурклюс (нохія)
Фурклюс (араб. ناحية الفرقلس) — нохія у Сирії, що входить до складу району Хомс провінції Хомс. Адміністративний центр — м. Фурклюс.
| Сирія | Це незавершена стаття з географії Сирії. Ви можете допомогти проєкту, виправивши або дописавши її. |